# 로현일
로현일(1969년 6월 2일~)은 조선민주주의인민공화국의 역도 선수이다. 1992년 하계 올림픽에 조선민주주의인민공화국 대표 선수로 참가했다.